# Куиза
Куиза́ (фр. Couiza) — коммуна во Франции, находится в регионе Лангедок — Руссильон. Департамент коммуны — Од. Административный центр кантона Куиза. Округ коммуны — Лиму.
Код INSEE коммуны — 11304.

## Население
Население коммуны на 2008 год составляло 1209 человек.
| 1962 | 1968 | 1975 | 1982 | 1990 | 1999 | 2008 |
| ---- | ---- | ---- | ---- | ---- | ---- | ---- |
| 1126 | 1297 | 1314 | 1259 | 1287 | 1194 | 1209 |

## Экономика
В 2007 году среди 685 человек в трудоспособном возрасте (15—64 лет) 425 были экономически активными, 260 — неактивными (показатель активности — 62,0 %, в 1999 году было 65,7 %). Из 425 активных работали 360 человек (191 мужчина и 169 женщин), безработных было 65 (22 мужчины и 43 женщины). Среди 260 неактивных 50 человек являлись учениками или студентами, 94 — пенсионерами, 116 были неактивными по другим причинам.

## Достопримечательности
- Замок XVI века
- Церковь